# Шір Цедек
Шір Цедек (івр. שיר צדק, нар. 22 серпня 1989, Бейт-Шеан) — ізраїльський футболіст, захисник клубу «Хапоель» (Беер-Шева).
Виступав, зокрема, за клуби «Хапоель» (Кір'ят-Шмона) та «Хапоель» (Беер-Шева), а також національну збірну Ізраїлю.

## Клубна кар'єра
Народився 22 серпня 1989 року в місті Бейт-Шеан. Вихованець юнацьких команд футбольних клубів «Хапоель» (Бейт-Шеан), «Маккабі» (Нетанья) та «Хапоель» (Кір'ят-Шмона).
У дорослому футболі дебютував 2008 року виступами за команду клубу «Хапоель» (Кір'ят-Шмона), в якій провів сім сезонів, взявши участь у 141 матчі чемпіонату.  Більшість часу, проведеного у складі кір'ят-шмонського «Хапоеля», був основним гравцем захисту команди.
До складу клубу «Хапоель» (Беер-Шева) приєднався 2015 року. Відтоді встиг відіграти за цю команду 50 матчів в національному чемпіонаті.

## Виступи за збірні
У 2007 році дебютував у складі юнацької збірної Ізраїлю, взяв участь у 2 іграх на юнацькому рівні.
У 2012 році дебютував в офіційних матчах у складі національної збірної Ізраїлю. Наразі провів у формі головної команди країни 9 матчів.

## Титули і досягнення
- Чемпіон Ізраїлю (4):

«Хапоель» (Кір'ят-Шмона): 2011-12
«Хапоель» (Беер-Шева): 2015-16, 2016-17, 2017-18
- Володар Кубка Ізраїлю (2):

«Хапоель» (Кір'ят-Шмона): 2013-14
«Хапоель» (Беер-Шева): 2019-20
- Володар Суперкубка Ізраїлю (2):

«Хапоель» (Беер-Шева): 2016, 2017
- Володар Кубка Тото (3):

«Хапоель» (Кір'ят-Шмона): 2010-11, 2011-12
«Хапоель» (Беер-Шева): 2016-17